# Michiyasu Osada
Michiyasu Osada (長田 道泰 Osada Michiyasu?, nacido el 5 de marzo de 1978 en Sayama, Saitama) es un exfutbolista japonés. Jugaba de centrocampista y su último club fue el Shizuoka FC de Japón.

## Trayectoria

### Clubes
| Club                 | País  | Año         |
| -------------------- | ----- | ----------- |
| Verdy Kawasaki       | Japón | 1996 - 1998 |
| Vissel Kobe          | Japón | 1999 - 2000 |
| Kyoto Purple Sanga   | Japón | 2001        |
| Tokyo Verdy          | Japón | 2002        |
| Okinawa Kariyushi FC | Japón | 2003 - 2004 |
| Shizuoka FC          | Japón | 2004        |

## Palmarés

### Títulos nacionales
| Título             | Club           | País  | Año  |
| ------------------ | -------------- | ----- | ---- |
| Copa del Emperador | Verdy Kawasaki | Japón | 1996 |